# Емануель Фабрі
Емануель «Лелі» Фабрі (англ. Emanuel "Leli" Fabri, нар. 16 грудня 1952) — мальтійський футболіст, що грав на позиції півзахисника за клуби «Кормі» і «Сліма Вондерерс», а також національну збірну Мальти.

## Клубна кар'єра
У дорослому футболі дебютував 1968 року виступами за команду «Кормі». 
1974 року перейшов до «Сліма Вондерерс», кольори якого захищав протягом наступних дванадцяти років. 1976 року допоміг команді виграти національну першість Мальти.
Згодом протягом сезону 1986/87 знову грав за «Кормі», після чого досвідчений гравець повернувся до «Сліма Вондерерс», у складі якого провів останні три сезони ігрової кар'єри. 1989 року удруге став чемпіоном Мальти.

## Виступи за збірну
1973 року дебютував в офіційних матчах у складі національної збірної Мальти.
Загалом протягом кар'єри у національній команді, яка тривала 11 років, провів у її формі 29 матчів, забивши 3 голи.

## Титули і досягнення
- Чемпіон Мальти (2):

«Сліма Вондерерс»: 1975-76, 1988-89
- Футболіст року на Мальті (1):

1980-1981